# Хосе Фіґуерес Феррер
Хосе Марія Іполіто Фіґуерес Феррер (ісп. José María Hipólito Figueres Ferrer; 25 вересня 1906 — 8 червня 1990) — костариканський політик, тричі обіймав посаду президента Коста-Рики.

## Біографія
Був сином каталонських іммігрантів, які переїхали до Коста-Рики незадовго до його народження. Він не мав ґрунтовної освіти, 1924 року виїхав до США, щоб вивчати електротехніку, але так і не вступив до вишу. 1928 року повернувся на батьківщину та зайнявся сільським господарством.
1942 року через критику на адресу президента Рафаеля Анхеля Кальдерона Ґвардії Хосе Фіґуереса заслали до Мексики. Однак за два роки він повернувся до країни. Під час свого вимушеного вигнання він разом з іншими емігрантами вирішили створити «Карибський легіон», організацію, що об'єднала демократів і революціонерів з різних країн Карибського басейну з метою визволення Латинської Америки від диктаторських режимів.

### Перше президентство
1948 року після того як президент Кальдерон Ґвардія відмовився визнати свою поразку на президентських виборах, Фіґуерес Феррер очолив збройне повстання, що зрештою вилилось у громадянську війну. До Коста-Рики було введено війська нікарагуанського диктатора Анастасіо Сомоси. Воєнні дії тривали впродовж шести тижнів, допоки послу Мексики, який був посередником, не вдалось домогтись згоди сторін, і війська Фіґуереса Феррера не ввійшли до Сан-Хосе.
У травні 1948 року він очолив Установчу хунту, що різко змінила життя Коста-Рики. Було розформовано армію (її замінила цивільна гвардія та поліція), націоналізовано банки, розширено програми соціального забезпечення, надано право голосу жінкам і темношкірим жителям країни, які народились у Коста-Риці, запроваджено 10-відсотковий податок на приватний капітал, отримані прибутки було спрямовано на соціальний та економічний розвиток держави. Однак при цьому було заборонено деякі ліві партії. Кальдерон та багато інших відомих комуністів були змушені емігрувати. У грудні того ж року прибічники Кальдерона здійснили невдалу спробу державного перевороту. Після того, як Законодавча асамблея ратифікувала нову конституцію та в листопаді 1949 року затвердила на посаді президента Отіліо Улате Бланко, Фіґуерес Феррера склав із себе обов'язки голови тимчасового уряду.

### Друге президентство
На початку 1950-их років стосунки Фіґуереса й Улате Бланко різко погіршились. Фіґуерес Феррер створив нову політичну силу — Партію Національного визволення (ПНВ), що виставила його кандидатуру на посаду президента на виборах 1953 року. Не маючи серйозних суперників, оскільки Конституція забороняла Улате Бланко балотуватись на другий термін, Фіґуерес Феррер переконливо переміг на виборах.
Перебуваючи на президентській посаді у 1953—1958 роках, він намагався реалізувати низку програм, спрямованих на підвищення добробуту населення й обмеження прибутків іноземних монополій. Зросли видатки на громадське будівництво, встановлено мінімум закупівельних цін на сільськогосподарські продукти, було стабілізовано роздрібні ціни, ухвалено програму підтримки аграрного сектору країни. Найбільшим досягненням стало укладення угоди з «United Fruit Company», відповідно до якої вона відраховувала уряду Коста-Рики третину отриманого в країні прибутку. Було націоналізовано школи та лікарні, що належали тій компанії. Активно розвивалось переробне виробництво: будувались зерносховища, борошномельні підприємства, заводи добрив, морозильні установки для заморожування риби та м'ясокомбінати. При цьому підтримувався притік до Коста-Рики іноземного капіталу. З діяльністю Фіґуереса Феррера в ті роки пов'язують формування в Коста-Риці середнього класу. В політичній сфері продовжились утиски представників лівих сил. У зоні Панамського каналу за підтримки США була організована школа у боротьбі з поширенням комуністичного руху в Латинській Америці.
1955 року прибічники колишнього президента Кальдерона організували військове вторгнення до країни з території Нікарагуа. Повстанців, окрім Нікарагуа, підтримували Куба, Домініканська Республіка та Венесуела. Фіґуерес Феррер звернувся по допомогу до Організації американських держав, яка, у свою чергу, звернулась до США. Після того вторгнення було зупинено. У відповідь ОАД запропонувала Фіґуересу Ферреру розпустити Карибський легіон і вислати з країни його активістів, які неодноразово намагались організувати повалення режиму Сомоси в Нікарагуа. Первинно США розглядали Фіґуереса Феррера як дестабілізатора їхньої політики на континенті, втім ситуація змінилась після революції на Кубі. Спочатку він підтримував Фіделя Кастро, проте після того, як останній почав цілковито орієнтуватись на СРСР, став його противником. США такий союзник став необхідним для збереження режиму Рафаеля Трухільйо в Домініканській Республіці. 1959 року США виділили кошти на створення в Коста-Риці антикомуністичного Інституту політичної освіти та видання журналу «Комбат», однак для всіх учасників, окрім Фіґуереса, було приховано взаємозв'язок того інституту з ЦРУ. 1960 року було організовано міжамериканський Демократичний соціальний рух (INADESMO), через який фінансувались низка заходів, спрямованих на зміцнення позицій США в регіоні. 1967 року контакти з американською розвідкою стали надбанням громадськості, що погіршило його репутацію на міжнародній арені. 1981 року Фіґуерес Феррер визнав, що він отримував допомогу від Центрального розвідувального управління.

### Третє президентство
Третя адміністрація Фіґуереса провела націоналізацію іноземних залізничних компаній, заборонила нафтовим компаніям США проводити розвідку й видобуток нафти на узбережжі. Того разу Фіґуерес Феррер узяв курс на розвиток дипломатичних, торгово-економічних і культурних відносин з соціалістичними країнами, встановивши дипломатичні відносини з СРСР, Угорщиною, Румунією, Чехословаччиною, Польщею та НДР. Багато в чому це було пов'язано з необхідністю подолання регіональної економічної кризи 1970-их років. Продаючи щороку 30 000 тонн кави Радянському Союзу, Фіґуерес Феррер помітно пом'якшив її наслідки для Коста-Рики.
Президентство Фіґуереса Феррера було затьмарено корупційним скандалом, пов'язаним з його співробітництвом з американським фінансовим аферистом Робертом Веско, який спонсорував його передвиборчі кампанії. Також він вклав $2,15 мільйонів у Sociedad Agricola, агропромислову кампанію, засновану Фіґуересом Феррером, яка перетворила його на четвертого за значимістю роботодавця в Коста-Риці. Надавши Веско політичний притулок, він сприяв розпалюванню політичного скандалу, що став однією з ключових причин поразки його висуванця на президентських виборах 1978 року. Головою держави було обрано представника опозиції Родріго Карасо Одіо, який присягнув вислати Веско з країни.
Однак, у цілому перебування Фіґуереса Феррера на посаді президента забезпечило стабільний соціально-економічний розвиток Коста-Рики.

### Подальша діяльність
Після відставки з посади президента Фіґуерес Феррер був послом з особливих доручень урядів трьох його наступників. Він відкрито закликав США змінити їхню політику в Латинській Америці, вважаючи, що не можна жертвувати правами людини заради інвестицій.
1979 року він підтримав Сандіністську революцію в Нікарагуа, в результаті якої було повалено його давнього опонента Анастасіо Сомосу Дебайле.
У 1980-их роках Фіґуерес Феррер відмовився від пропозиції своїх прибічників висунути його кандидатуру на четвертий президентський термін.
До кінця життя він залишався патріотом своєї країни. 1986 року в інтерв'ю Los Angeles Times він зазначив: «Коста-Рика — зразкова невелика країна. Ми — приклад для Латинської Америки. В наступному столітті, можливо, всі будуть схжими на нас».

## Родина
1942 року Фіґуерес Феррер одружився з Генрієттою Боґґс з Алабами. Від того шлюбу народились двоє дітей. 1952 року подружжя розлучилось. Удруге він одружився з американкою Керен Олсен. Від того шлюбу народились ще четверо дітей. Його друга дружина була членкинею Законодавчих зборів країни.
У 1994—1998 роках його син Хосе Марія Фіґуерес був президентом Коста-Рики.